# Tchoudniv
Tchoudniv (en ukrainien : Чуднів) ou Tchoudnov (en russe : Чуднов ; en polonais : Cudnów) est une commune urbaine de l'oblast de Jytomyr, en Ukraine, et le centre administratif du raïon de Tchnoudniv. Sa population s'élevait à 5 448 habitants en 2021.

## Géographie
Tchoudniv est arrosée par la rivière Teteriv, un affluent du Dniepr, et se trouve à 47 km au sud-ouest de Jytomyr.

## Histoire

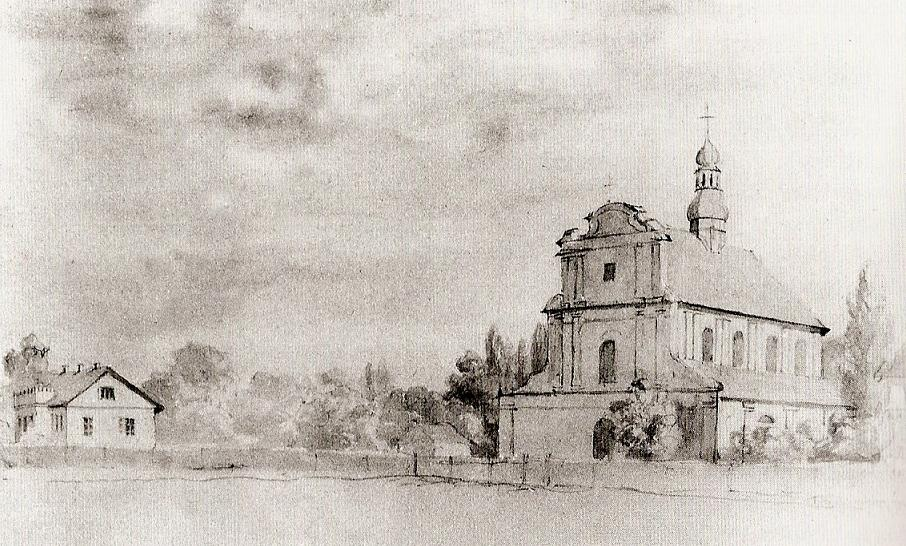
Tchoudniv au XIXe siècle, par Napoleon Orda.

La première mention de Tchoudniv dans un document remonte à l'année 1416. Au cours d'une révolte des Cosaques, le 2 février 1593, son chef, l'ataman Krzysztof Kosinski est battu par Janusz Ostrogski dans une bataille qui se déroule près du village de Piątek, dans les environs de Tchoudniv. Une autre bataille importante a lieu près de la localité en 1660, durant la guerre russo-polonaise de 1654–1667. Cette bataille de Tchoudniv oppose les forces de la république des Deux Nations (Pologne-Lituanie) alliées aux Tatars de Crimée à la Russie et à ses alliés cosaques, et se termine par une éclatante victoire polonaise. Au cours du XIXe siècle, Tchoudniv devient une centre important de commerce de produits agricoles. À la fin du XIXe siècle, elle compte 10 500 habitants, dont la moitié de Juifs.
Le 7 juillet 1941 la ville a été occupée par le Wehrmacht. Les Juifs sont enfermés dans un ghetto dans des conditions difficiles, ils subissent la faim et les travaux forcés. Ils seront plus tard assassinés au cours d'exécutions de masse perpétrées par un Einsatzgruppen d'allemands et de policiers ukrainiens.

## Population
Recensements (*) ou estimations de la population :
| 1897*  | 1923* | 1926* | 1959* | 1970* | 1979* |
| ------ | ----- | ----- | ----- | ----- | ----- |
| 10 500 | 2 836 | 7 871 | 5 903 | 6 430 | 7 390 |

| 1989* | 2001* | 2010  | 2011  | 2012  | 2013  |
| ----- | ----- | ----- | ----- | ----- | ----- |
| 6 791 | 6 450 | 5 806 | 5 752 | 5 782 | 5 794 |

| 2021  | - | - | - | - | - |
| ----- | - | - | - | - | - |
| 5 448 | - | - | - | - | - |

## Transports
La gare ferroviaire de Tchoudniv-Volynsky (Чуднів-Волинський) se trouve à 5 km de Tchoudniv, sur la ligne Koziatyn – Chepetivka, et à 94 km de Jytomyr. Par la route, Jytomyr se trouve à 54 km.

## Honneur
L'astéroïde (241538) Tchoudniv porte son nom.